# 622006 Vákárlajos
622006 Vákárlajos è un asteroide della fascia principale. Scoperto nel 2011, presenta un'orbita caratterizzata da un semiasse maggiore pari a 2,739762 UA e da un'eccentricità di 0,064777, inclinata di 11,225986° rispetto all'eclittica.